# Джеднеферра Дедумос
Джеднеферра Дедумос I — фараон Древнего Египта, правивший приблизительно в 1640 — 1638 годах до н. э. Представитель XIII династии (Второй переходный период).

## Биография
Джеднеферра Дедумос, часть имени которого, возможно, сохранилась в VII столбце Туринского царского списка, на десять позиций ниже Мерхотепра, небезосновательно отождествляется рядом современных учёных с царём Тутимайосом (др.-греч. Τουτίμαιος) или Тимайосом (др.-греч. Τίμαιος), в царствование которого, согласно Манефону, Египет был покорён гиксосами. В своём сочинении «Против Апиона» Иосиф Флавий, цитируя Манефона, пишет:

«Был у нас царь по имени Тимайос. В его царствие бог, неведомо мне почему, прогневался, и нежданно из восточных стран люди происхождения бесславного, дерзкие, напали на страну и без сражений легко овладели ею. И властителей её покорив, они безжалостно предали города огню и святилища богов разрушили. А с жителями поступали бесчеловечно жестоко — одних убивали, а детей и жён других уводили в рабство. Наконец, и царём они сделали одного из своих, имя его Силатис. Он обосновался в Мемфисе, верхнюю и нижнюю земли обложил данью и разместил вооруженные отряды в наиболее подходящих местах».
Поскольку начало правления Дедумоса нельзя датировать раньше 1674 года до н. э., а, как известно, гиксосы обосновались в Восточной Дельте ещё в 1720 году до н. э., вероятно, что событием, которое имел в виду Манефон, было взятие Мемфиса (и царской резиденции Иттауи) гиксосским царём Салитисом, основателем XV династии. Когда древняя столица оказалась в руках азиатов, Среднее царство распалось. Порядка двадцати последующих царей, которые отнесены к XIII династии, очевидно, владели лишь частью страны — они были либо нижнеегипетскими вассалами гиксосов, либо верхнеегипетскими династами, которые управляли не более чем несколькими номами, а часто — лишь единственным городом.
Со времени Джедхотепра Дедумоса I сохранились только две стелы с вырезанными на них текстами, найденные в Эдфу, древнем Джеба. Одна из них была изготовлена в честь царя военачальником по имени Хонсуемуас, который, судя по его имени, «Бог луны в Фивах», был родом из этого города. Другая вырезана по заказу номарха Харсекера, сына номарха Себекхотепа.
Джеднеферра Дедумос I известен нам лишь по памятникам, найденным в Фиванском номе: в Дейр-эль-Бахри и в Гебелейне.
Титулатура его преемника Джедхотепра Дедумоса II сохранилась на стеле из Эдфу. Один из этих двух царей упомянут ещё на одной стеле из Эдфу, в наскальной надписи из Эль-Каба и, возможно, на фрагменте алебастровой миски из Кермы.

## Имена Дедумоса
Дедумос принял тронное имя Джедуихотепра, «Дважды установленный в умиротворении бога солнца»; его хоровым именем было Уджха, «Процветающий в своём восшествии»; «именем небти» — Шедеттауи, «Осушающий Обе Земли»; «золотым именем» — Инхотеп, «Тот, кто приносит умиротворение»; личным именем, следовавшем за титулом «сын бога солнца», — Дедумос.
| G5 |

| G5 |

| M13 | N28 · D36 |

| M13 | N28 · D36 |

| G16 |

| G16 |

| F30 · D46 | N16 · N16 |

| F30 · D46 | N16 · N16 |

| G8 |

| G8 |

| W25 | R4 · X1 · Q3 |

| W25 | R4 · X1 · Q3 |

| nswt&bity |

| nswt&bity |

| N5 | R11 | R11 | R4 · X1 · Q3 |

| N5 | R11 | R11 | R4 · X1 · Q3 |

| N5 | R11 | R11 | R4 · X1 · Q3 |

| N5 | R11 | R11 | R4 · X1 · Q3 |

| N5 | R11 | R11 | R4 · X1 · Q3 |

| N5 | R11 | R11 | R4 · X1 · Q3 |

| N5 | R11 | R11 | R4 · X1 · Q3 |

| N5 | R11 | R11 | R4 · X1 · Q3 |

| N5 | R11 | F35 |

| N5 | R11 | F35 |

| N5 | R11 | F35 |

| N5 | R11 | F35 |

| N5 | R11 | F35 |

| N5 | R11 | F35 |

| N5 | R11 | F35 |

| N5 | R11 | F35 |

| G39 | N5 |

| G39 | N5 |

| D37 · D37 | F31 | S29 | G43 |

| D37 · D37 | F31 | S29 | G43 |

| D37 · D37 | F31 | S29 | G43 |

| D37 · D37 | F31 | S29 | G43 |

| D37 · D37 | F31 | S29 | G43 |

| D37 · D37 | F31 | S29 | G43 |

| D37 · D37 | F31 | S29 | G43 |

| D37 · D37 | F31 | S29 | G43 |

| D37 · D37 | G43 | F31 | S29 |

| D37 · D37 | G43 | F31 | S29 |

| D37 · D37 | G43 | F31 | S29 |

| D37 · D37 | G43 | F31 | S29 |

| D37 · D37 | G43 | F31 | S29 |

| D37 · D37 | G43 | F31 | S29 |

| D37 · D37 | G43 | F31 | S29 |

| D37 · D37 | G43 | F31 | S29 |